# Bacardi
Bacardi Limited (англ. МФА: [bəˈkɑrdʲɪ]; исп. Bacardí [bakarˈði] Бакарди́ с ударением на последнем слоге) — компания-производитель спиртных напитков. Bacardi Limited относится к группе компаний Bacardi, включая Bacardi International Limited. Наиболее известна, как производитель ромов, таких как Bacardi Superior и Bacardi 151. В современном виде компания основана в 1992 году после объединения пяти компаний — Bacardi y Compañía S.A. de C.V., Bacardi Corporation, Bacardi Imports, Inc., Bacardi & Company Limited, Bacardi International Limited. Сразу же после объединения была приобретена итальянская компания Martini & Rossi. Штаб-квартира находится в Гамильтоне (Бермудские острова).

## История
В 1862 году Факундо Бакарди́ Массо́ (исп. Facundo Bacardí Massó) вместе со своим братом Хосе основал компанию Bacardi Rum. В этом году ими был куплен их первый винокуренный завод в Сантьяго-де-Куба. В результате экспериментов с рецептурой, процессами дистилляции и угольной фильтрации, культивации специальных видов дрожжей был разработан рецепт производства принципиально нового карибского светлого рома, получившего название Bacardi Superior.
- 1888 — Bacardi Rum назначен «Поставщиком Испанской королевской семьи».
- 1898 — в городке Дайкири, Куба, американский горный инженер Дженнингс С. Кокс создаёт коктейль Дайкири на основе рома Bacardi.
- 1900 — впервые в мире Bacardi Rum и Coca-Cola смешиваются с добавлением лайма, чтобы отпраздновать окончание Испано-американской войны — создан коктейль Куба Либре (исп. Cuba Libre).
- 1910 — Bacardi становится первой многонациональной компанией Кубы, начав разлив за пределами Кубы в Барселоне, Испания.
- 1919 — в США вступает в силу «сухой закон» и множество американцев устремляются на Кубу выпить и насладиться ромом Bacardi.
- 1930 — В Гаване построена штаб-квартира компании в стиле ар-деко (исп. Edificio Bacardi).

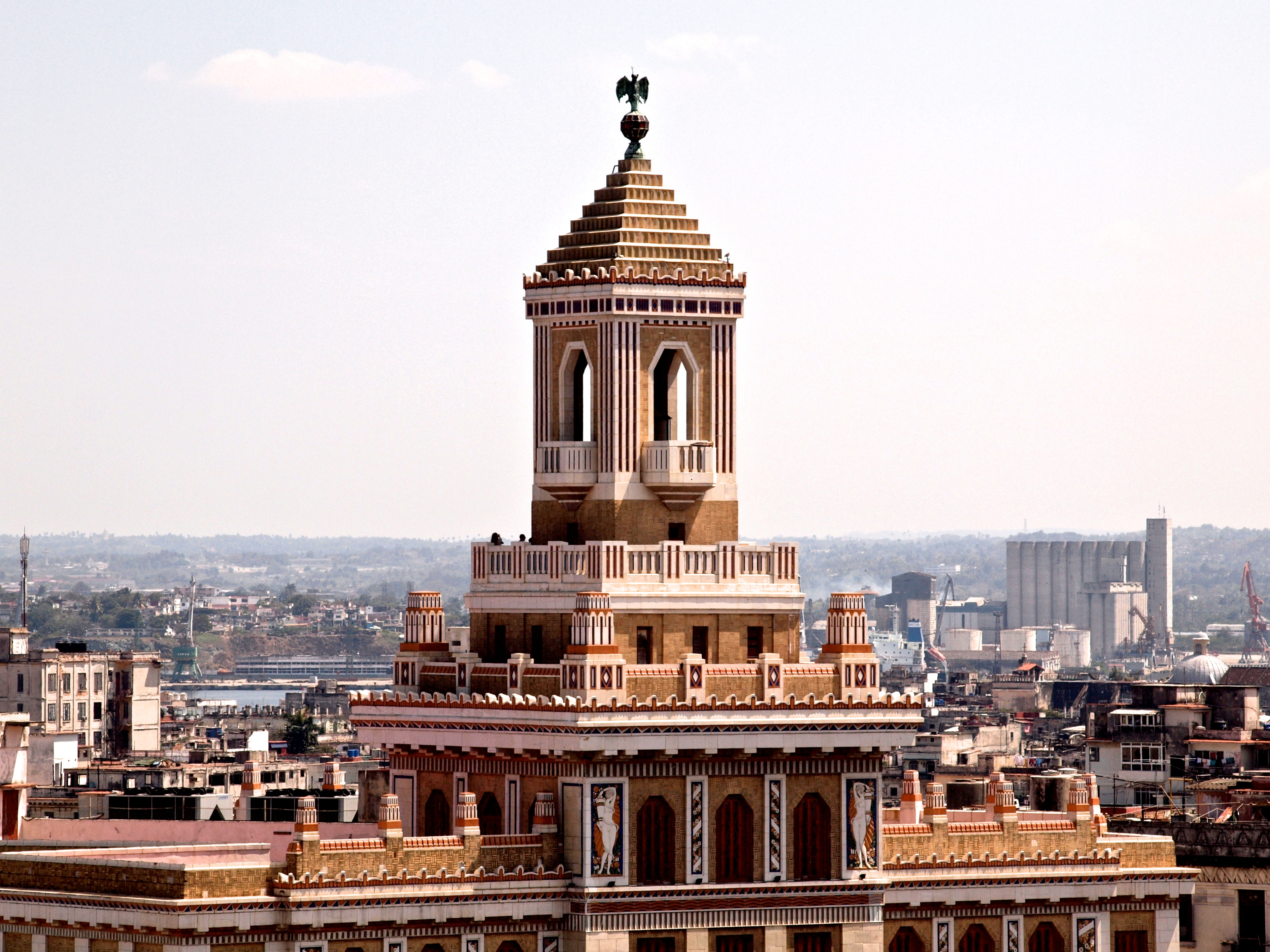
Edificio Bacardi — самое большое здание в Гаване, Куба, на 1930 год

- 1930 — Bacardi размещает производство в Мексике и Пуэрто-Рико — на сегодняшний день два из крупнейших производств компании, расположенные в Катаньо (исп. Cataño), Пуэрто-Рико.
- 1936 — знаменательная веха в судебной практике по защите прав потребителя — при рассмотрении дела Верховный суд штата Нью-Йорк заявил: «коктейль Бакарди обязательно должен быть сделан из рома Бакарди».
- 1944 — Bacardi налаживает импорт в Нью-Йорк, чтобы обеспечивать поставки на рынок Соединённых Штатов.
- 1958 — Губернатор Пуэрто-Рико окрестил новый завод Bacardi в Катаньо (исп. Cataño) как «Собор Рома».
- 1959 — после победы Кубинской революции подвергшиеся репрессиям члены семьи Бакарди эмигрировали в США.
- 1960 — на Кубе революционное правительство конфисковало без всякой компенсации все активы компании. Bacardi продолжает свою деятельность в четырёх других странах: США, Мексика, Пуэрто-Рико и Багамы.
- 1961 — Bacardi начинает производство в Ресифи, Бразилия.
- 1965 — Bacardi открывает завод в Нассау, Багамы.
- 1965 — Bacardi International Limited переезжает с Багамских островов на Бермудские острова.
- 1972 — Bacardi International Limited открывает новое здание штаб-квартиры на Бермудских островах, построенное по оригинальному дизайну Людвига Мис ван дер Роэ (нем. Ludwig Mies van der Rohe).
- 1978 — ром Bacardi становится номером один в премиум сегменте алкогольных брендов США с объёмом продаж более 7 миллионов 9-литровых коробов.
- 1979 — объём продаж рома Bacardi по всему миру — около 16 млн. 9-литровых коробов делает его номером один в премиум сегменте алкогольных брендов в мире.
- 1983 — Bacardi отмечает производство своего 200-миллионного 9-литрового короба рома с момента высылки из Кубы в 1960 году.
- 1992 — сформирована компания Bacardi Limited, объединившая пять отдельных стратегических подразделений: Bacardi International Limited (Бермудские острова), Bacardi & Company Limited (Багамские острова), Bacardi Corporation (Пуэрто-Рико), Bacardi Imports, Inc (США) и Bacardi y Compañía S.A. de C.V. (Мексика).
- 1993 — Bacardi завершает приобретение General Beverage, владельца Martini & Rossi Group. С этим приобретением, Bacardi увеличивается вдвое и становится одной из пяти крупнейших алкогольных компаний в мире.
- 1995 — Bacardi запускает в производство BACARDI LIMÓN в Соединённых Штатах. В следующем году в отрасли этот запуск назовут как: «Самый успешный запуск нового алкогольного продукта всех времён».
- 1998 — Bacardi приобретает бренды Dewar’s (купажированный шотландский виски), Bombay и Bombay Sapphire (джин), что выводит Bacardi на четвёртое место среди алкогольных компаний в мире.
- 2002 — Bacardi приобретает Cazadores, производителя 100 % текилы из голубой агавы, самой продаваемой премиум-текилы.
- 2002 — Bacardi открывает представительство в Китае.
- 2003 — Bacardi открывает Центр посетителей «Casa Bacardi» (англ. Casa Bacardi Visitor Center) на заводе Bacardi в Катаньо, Пуэрто-Рико — о прошлом, настоящем и будущем семьи Бакарди, компании и бренда.
- 2004 — Bacardi приобретает у Сиднея Франка (англ. Sidney Frank) бренд Grey Goose — производителя супер-премиальной водки из Франции.
- 2005 — Факундо Бакарди Л., праправнук основателя компании, становится председателем совета директоров компании Bacardi Limited.

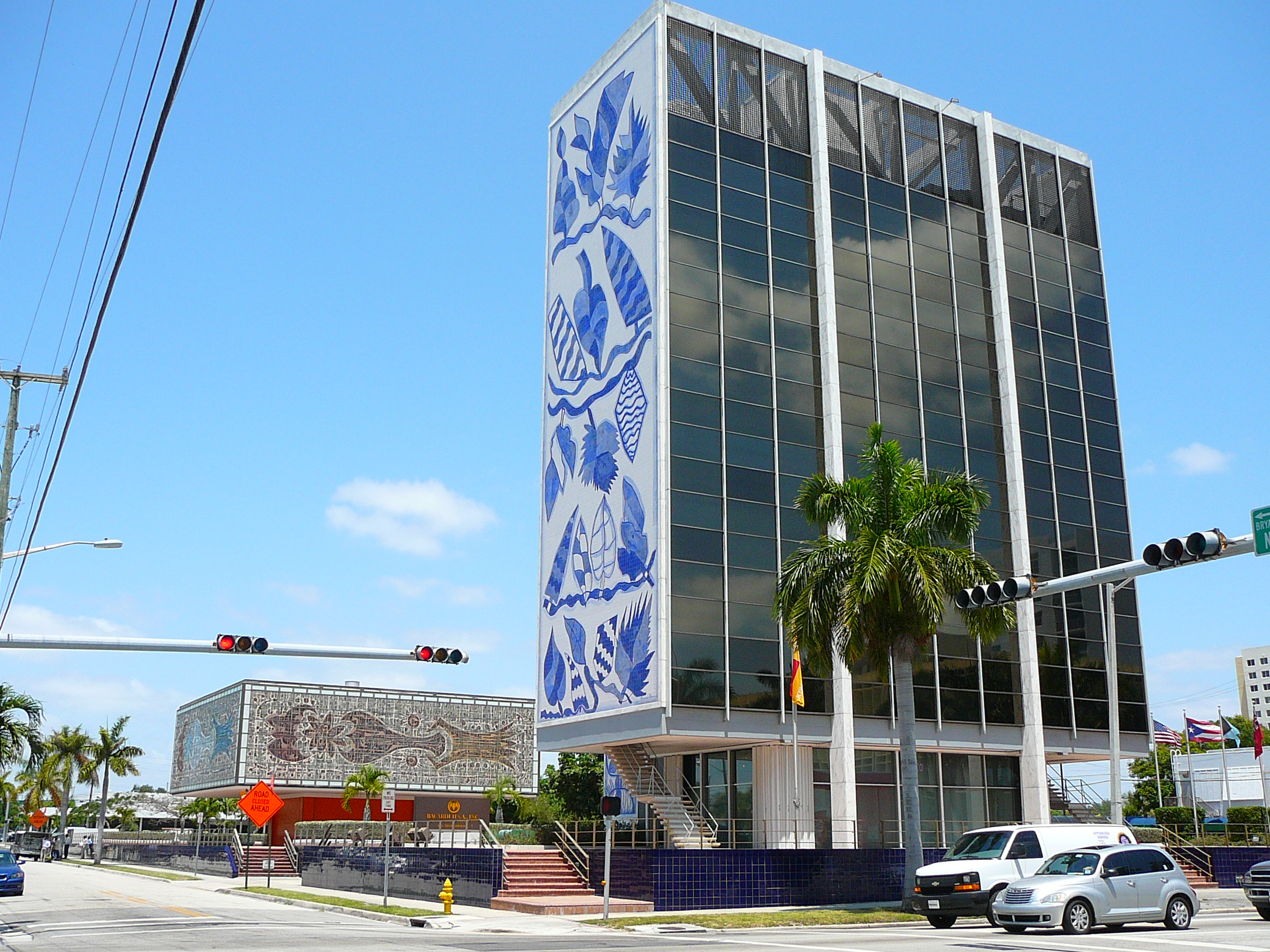
Bacardi Building в Майами — штаб-квартира Bacardi в США до 2006 года.

- 2007 — Bacardi выкупает долю компании Leblon Cachaça (англ.), являющейся производителем ультра-премиум люкс алкогольного напитка кашаса из Бразилии, самого титулованного на рынке.
- 2008 — Михаэль Шумахер, семикратный чемпион «Формулы-1» становится первым в истории Bacardi Limited «Послом социальной ответственности» (англ. Social Responsibility Ambassador) в связи с запуском кампании «Чемпионы выпивают ответственно» (англ. “Champions Drink Responsibly”).
- 2008 — Bacardi объявляет о договорённости приобретения значительного пакета акций материнской компании Patron (англ.), производителя текилы.
- 2009 — Bacardi Limited удостаивается награды «Тройная корона», поскольку является лидером отрасли, как единственная крупная алкогольная компания в мире, каждое предприятие или представительство которой сертифицировано в соответствии с признанными международными стандартами управления качеством, управления охраной здоровья и безопасностью персонала, экологического менеджмента — ISO 9001, ISO 14001 и OHSAS 18001.
- 2010 — крупнейший производитель премиального рома в мире — компания Bacardi Corporation, входящая в группу компаний Bacardi Limited, представила крупнейшую установку ветровых турбин в Пуэрто-Рико. Турбины предназначены для электроснабжения ведущих мировых производственных мощностей Bacardi возле Сан-Хуана, используя природную энергию ветра,.
- 2010 — Bacardi удостоен награды «Международный Кубок Высокого Качества» (англ. International High Quality Trophy) в престижном конкурсе Международного института качества Monde Selection (англ.) за высочайшее качество напитков Bacardi Gold, Bacardi 8, и Bacardi Reserva Limitada. Ром Bacardi — обладатель 400 наград — самый награждаемый в мире.
- 2011 — испанский теннисист Рафаэль Надаль становится «Послом социальной ответственности» (англ. Social Responsibility Ambassador) в рамках кампании Bacardi Limited «Чемпионы выпивают ответственно».
- 2011 — Bacardi запускает в производство новый пряный ром — Bacardi OakHeart.
- 2012 — 4 февраля компания Bacardi и ром Bacardi празднуют своё 150-летие — чрезвычайное событие, достижение нескольких поколений компании.
- 2012 — Bacardi Limited объявляет Эдварда Ширли (англ. Edward D. Shirley[5]) в качестве президента и главного исполнительного директора.

## Руководство компании
Во главе компании — совет директоров из 16 человек, возглавляемый председателем правления (Chairman of the Board) — Факундо Л. Бакарди (англ. Facundo L. Bacardi), праправнуком дона Факундо Бакарди Массо, основателя компании.
Управляющая команда компании Bacardi Limited также состоит из 16 человек во главе с Факундо Л. Бакарди:
- Эдвард Ширли (англ. Edward D. Shirley) — президент и генеральный директор (President & Chief Executive Officer). Имеет опыт управления более 30 лет такими компаниями, как Gillette и Procter & Gamble.
- Рон Андерсон (англ. Ron Anderson) — старший вице-президент и коммерческий директор (Senior Vice President and Chief Commercial Officer)
- Кэролайн Бэйсин (англ. Caroline Basyn) — глобальный директор по информационным технологиям (Global Chief Information Officer — CIO)
- Стефан Бомхард (англ. Stefan Bomhard) — президент по Европейскому региону (Regional President — Europe)
- Роберт Фернисс-Роэ (англ. Robert Furniss-Roe) — президент по Североамериканскому региону (Regional President — North America)
- Джон Грэй (англ. Jon Grey) — президент по региону Ближний Восток и Африка, старший вице-президент международной операционной группы (Regional President — Middle East & Africa (ME&A), Senior Vice President — Global Operations Group)
- Скотт М. Норткатт (англ. Scott M. Northcutt) — старший вице-президент по кадрам (Senior Vice President — Human Resources)
- Паоло Перего (исп. Paolo Perego) — президент по Латиноамериканскому региону (Regional President — Latin America)
- Эдуардо Санчес (исп. Eduardo Sánchez) — старший вице-президент и генеральный юрисконсульт (Senior Vice President & General Counsel)
- Джозеф Дж. Шена (англ. Joseph J. Schena) — старший вице-президент, главный президент по финансовым вопросам и главный исполнительный директор Bacardi International Limited (Senior Vice President & Chief Financial Officer President & CEO of Bacardi International Limited)
- Сиддик Тетик (исп. Siddik Tetík) — президент по Азиатско-Тихоокеанскому региону (Regional President — Asia-Pacific)
- Атюл Вора (англ. Atul Vora) — вице-президент по развитию бизнеса (Vice President — Business Development)

## Деятельность
Группе Bacardi Limited (BM) принадлежит более 100 алкогольных торговых марок, в том числе Martini, Bacardi, Dewar’s, Baron Otard, Martini Asti. Продукция компании выпускается на 31 предприятии; общая численность персонала составляет 6 тыс. человек. В связи с деятельностью в России на фоне российско-украинской войны украинское Национальное агентство по предотвращению коррупции внесло компанию в число международных спонсоров войны.

### Показатели деятельности
Компания продаёт свыше 200 миллионов бутылок рома Бакарди ежегодно, приблизительно, в 150 странах.
Оборот компании — более $3,3 млрд Объём продаж в России — около $150 млн, из которых около 70 % приходится на вермуты Martini. Интересы компании в России представляет ООО «Бакарди РУС».

### Список продукции Bacardi, поставлявшейся на рынок Российской Федерации в 2012 году
| Продукция компании Bacardi | Продукция компании Bacardi | Продукция компании Bacardi | Продукция компании Bacardi |
| -------------------------- | -------------------------- | -------------------------- | -------------------------- |

| Ром     | Ром                            | Ром                             | Ром      |
| Бренд   | Наименование                   | Оригинальное наименование       | Крепость |
| ------- | ------------------------------ | ------------------------------- | -------- |
| Bacardi | Бакарди Супериор / Белая Карта | Bacardi Superior / Carta Blanca | 40 %     |
| Bacardi | Бакарди Оро / Голд             | Bacardi Gold / Oro              | 40 %     |
| Bacardi | Бакарди Блэк / Селект          | Bacardi Black / Select          | 40 %     |
| Bacardi | Бакарди 8                      | Bacardi 8 Reserva Superior      | 40 %     |
| Bacardi | Бакарди 151°                   | Bacardi 151°                    | 75,5 %   |
| Bacardi | Бакарди Аньехо                 | Bacardi Añejo                   | 40 %     |
| Bacardi | Бакарди 1873                   | Bacardi 1873                    | 40 %     |
| Bacardi | Бакарди Резерва Лимитада       | Bacardi Reserva Limitada        | 40 %     |
| Bacardi | Бакарди Оакхарт                | Bacardi OakHeart                | 35 %     |
|         | Факундо Нео                    | Facundo Neo                     | 40 %     |
|         | Факундо Экзимо                 | Facundo Eximo                   | 40 %     |
|         | Факундо Экскюзито              | Facundo Exquisito               | 40 %     |
|         | Факундо Параизо                | Facundo Paraiso                 | 40 %     |

| Вермут      | Вермут                           | Вермут                          | Вермут   |
| Бренд       | Наименование                     | Оригинальное наименование       | Крепость |
| ----------- | -------------------------------- | ------------------------------- | -------- |
| Martini     | Мартини Бьянко                   | Martini Bianco                  | 15 %     |
| Martini     | Мартини Россо                    | Martini Rosso                   | 15 %     |
| Martini     | Мартини Розато                   | Martini Rosato                  | 15 %     |
| Martini     | Мартини Экстра Драй              | Martini Extra Dry               | 18 %     |
| Martini     | Мартини Голд                     | Martini Gold                    | 18 %     |
| Noilly Prat | Нойлли Прат Ориджинал Френч Драй | Noilly Prat Original French Dry | 18 %     |

| Готовый коктейль | Готовый коктейль            | Готовый коктейль          | Готовый коктейль |
| Бренд            | Наименование                | Оригинальное наименование | Крепость         |
| ---------------- | --------------------------- | ------------------------- | ---------------- |
| Bacardi          | Бакарди Мохито Классический | Bacardi Mojito Classic    | 14,9 %           |
| Martini          | Мартини Бьянко Сода         | Martini Soda              | 8 %              |

| Игристое вино | Игристое вино    | Игристое вино             | Игристое вино |
| Бренд         | Наименование     | Оригинальное наименование | Крепость      |
| ------------- | ---------------- | ------------------------- | ------------- |
| Martini       | Мартини Асти     | Martini Asti              | 7,5 %         |
| Martini       | Мартини Розе     | Martini Rose              | 9,5 %         |
| Martini       | Мартини Брют     | Martini Brut              | 11,5 %        |
| Martini       | Мартини Просекко | Martini Prosecco          | 11,5 %        |

| Шампанское      | Шампанское                      | Шампанское                          | Шампанское |
| Бренд           | Наименование                    | Оригинальное наименование           | Крепость   |
| --------------- | ------------------------------- | ----------------------------------- | ---------- |
| Laurent-Perrier | Лоран-Перье Брют                | Laurent-Perrier Brut                | 12 %       |
| Laurent-Perrier | Лоран-Перье Деми-Сек            | Laurent-Perrier Demi-Sec            | 12 %       |
| Laurent-Perrier | Лоран-Перье Брют Миллезиме 2000 | Laurent-Perrier Brut Millesime 2000 | 12 %       |
| Laurent-Perrier | Лоран-Перье Ультра Брют         | Laurent-Perrier Ultra Brut          | 12 %       |
| Laurent-Perrier | Лоран-Перье Кюве Розе           | Cuvee Rose Laurent-Perrier          | 12 %       |
| Laurent-Perrier | Лоран-Перье Гранд Сьекль        | Grand Siecle par Laurent-Perrier    | 12 %       |

| Виски шотландский | Виски шотландский            | Виски шотландский           | Виски шотландский |
| Бренд             | Наименование                 | Оригинальное наименование   | Крепость          |
| ----------------- | ---------------------------- | --------------------------- | ----------------- |
| Dewar’s           | Дюарс Белая Этикетка         | Dewar’s White Label         | 40 %              |
| Dewar’s           | Дюарс Спешиал Резерв 12 лет  | Dewar’s 12 Special Reserve  | 40 %              |
| Dewar’s           | Дюарс Фаундерс Резерв 18 лет | Dewar’s 18 Founders Reserve | 40 %              |
| Dewar’s           | Дюарс Сигначер               | Dewar’s Signature           | 40 %              |
| William Lawson’s  | Вильям Лоусонс               | William Lawson’s            | 40 %              |
| Aberfeldy         | Аберфелди 12 лет             | Aberfeldy 12                | 40 %              |
| Aberfeldy         | Аберфелди 21 год             | Aberfeldy 21                | 40 %              |
| Aberfeldy         | Аберфелди 16 лет             | Aberfeldy 16                | 40 %              |
| Aultmore          | Аутмор 12 лет                | Aultmore 12                 | 46 %              |
| Aultmore          | Аутмор 18 лет                | Aultmore 18                 | 46 %              |
| Craigellachie     | Крейгеллахи 13               | Craigellachie 13            | 46 %              |
| Craigellachie     | Крейгеллахи 17               | Craigellachie 17            | 46 %              |
| Craigellachie     | Крейгеллахи 23               | Craigellachie 23            | 46 %              |
| The Deveron       | Деверон 12                   | The Deveron 12              | 40 %              |
| The Deveron       | Деверон 18                   | The Deveron 18              | 40 %              |
| Royal Brackla     | Роял Бракла 12               | Royal Brackla 12            | 40 %              |
| Royal Brackla     | Роял Бракла 16               | Royal Brackla 16            | 40 %              |
| Royal Brackla     | Роял Бракла 21               | Royal Brackla 21            | 40 %              |

| Коньяк      | Коньяк                  | Коньяк                    | Коньяк   |
| Бренд       | Наименование            | Оригинальное наименование | Крепость |
| ----------- | ----------------------- | ------------------------- | -------- |
| Baron Otard | Барон Отард ВС          | Baron Otard VS            | 40 %     |
| Baron Otard | Барон Отард ВСОП        | Baron Otard VSOP          | 40 %     |
| Baron Otard | Барон Отард ЭксО Голд   | Baron Otard XO Gold       | 40 %     |
| Baron Otard | Барон Отард Экстра 1795 | Baron Otard Extra 1795    | 40 %     |

| Джин            | Джин          | Джин                      | Джин     |
| Бренд           | Наименование  | Оригинальное наименование | Крепость |
| --------------- | ------------- | ------------------------- | -------- |
| Bombay Sapphire | Бомбей Сапфир | Bombay Sapphire           | 47 %     |

| Текила      | Текила             | Текила                    | Текила   |
| Бренд       | Наименование       | Оригинальное наименование | Крепость |
| ----------- | ------------------ | ------------------------- | -------- |
| Cazadores   | Казадорес Бланко   | Cazadores Blanco          | 40 %     |
| Cazadores   | Казадорес Репосадо | Cazadores Reposado        | 40 %     |
| Cazadores   | Казадорес Аньехо   | Cazadores Añejo           | 40 %     |
| Camino Real | Камино Реал Бланко | Camino Real Blanco        | 40 %     |
| Camino Real | Камино Реал Голд   | Camino Real Gold          | 40 %     |

| Водка      | Водка        | Водка                     | Водка    |
| Бренд      | Наименование | Оригинальное наименование | Крепость |
| ---------- | ------------ | ------------------------- | -------- |
| Grey Goose | Грей Гуз     | Grey Goose                | 40 %     |
| Eristoff   | Эристофф     | Eristoff                  | 40 %     |